# Botryosporium pulchrum
Botryosporium pulchrum är en svampart som beskrevs av Corda 1840. Botryosporium pulchrum ingår i släktet Botryosporium, divisionen sporsäcksvampar och riket svampar.   Inga underarter finns listade i Catalogue of Life.